# 봉황자리 뉴
봉황자리 뉴(Nu Phoenicis)는 봉황자리에 있는 주계열성이다. 이 별은 태양과 비슷하지만 약간 더 밝고 무겁다. 예상 거리는 약 49광년이 약간 안 되며, 거리로 볼 때 상대적으로 태양에 가까운 별이다.
적외선 초과 현상이 관측되는 것으로 미루어 볼 때, 항성에서 10천문단위 되는 곳에서부터 수 천문단위 폭으로 먼지 원반이 펼쳐져 있는 것으로 생각된다.

## 같이 보기
- 가까운 밝은 별 목록